# Rónafő
Rónafő (szlovénül: Predanovci) falu Szlovéniában, Muravidéken, Pomurska régióban. Közigazgatásilag Battyándhoz tartozik.

## Fekvése
Muraszombattól 5 km-re északnyugata a Lendva bal partján sík vidéken fekszik, aminek neve Ravensko, magyarosan Revence (ezt a nevet a muravidéki magyarok se használják).

## Története
A falu első írásos említése 1365-ből való "Predonolch" néven. Ekkor kapták Széchy Péter fia Miklós dalmát-horvát bán és testvére Domonkos erdélyi püspök királyi adományul és cserébe a Borsod vármegyei Éleskőért, Miskolcért és tartozékaikért Felsőlendvát és tartozékait, mint a magban szakadt Omodéfi János birtokát. A település a későbbi századokon át is birtokában maradt ennek családnak. Az 1366-os beiktatás alkalmával részletesebben kerületenként is felsorolják az ide tartozó birtokokat, melyek között a település "Predanouch in districtu Sancti Martini" alakban (azaz a szentmártoni kerülethez tartozó Predanóc) szerepel. A felsőlendvai vár uradalmához tartozott.
1836-ban 220 evangélikus lakta. A 19. században Predanócz néven szerepelt a térképeken, mígnem ezt Rónafő-re cserélték. Ugyanis a falu a Muraszombatot környező síkvidéken terül el és innen lehet eljutni Stájerországba.
Vályi András szerint "PREDANÓCZ. Tót falu Vas Vármegyében, földes Urai Gróf Batthyáni, és Gróf Szapáry Uraságok, lakosai katolikusok, és másfélék is, fekszik Martyáncznak szomszédságában, mellynek filiája, határbéli földgye síkon fekszik, réttye jó nemű, legelője, és fája elég, szőlei is vannak, keresetre módgya Stájer Országnak szomszédságában, első osztálybéli."
Fényes Elek szerint "Predanócz, vindus falu, Vas vmegyében, a muraszombati uradalomban, 150 evang. lak."
Vas vármegye monográfiája szerint " Rónafő, vend község, 48 házzal és 277 ág. ev. vallású lakossal. Postája Battyánd, távírója Muraszombat. Lakosainak már több mint fele elsajátította a magyar nyelvet."
1910-ben 275, túlnyomórészt szlovén lakosa volt. A trianoni békeszerződésig Vas vármegye Muraszombati járásához tartozott. 1919-ben átmenetileg a de facto Mura Köztársaság része lett, majd a Szerb–Horvát–Szlovén Királysághoz csatolták, ami 1929-től Jugoszlávia nevet vette fel. 1941-ben átmeneti időre ismét Magyarországhoz tartozott, 1945 után visszakerült jugoszláv fennhatóság alá. 1991 óta a független Szlovénia része. 2002-ben 189 lakosa volt.